# Hugo Cederschiöld (1915–1982)
Gustaf Adolf Hugo Stefan Cederschiöld, född 7 november 1915 i Stockholm, död 24 december 1982 i Stocksund, var en svensk militär (överste).

## Biografi
Cederschiöld blev fänrik vid Svea livgarde (I 1) 1937, löjtnant där 1939 och kapten där 1945. Han var adjutant vid IV. militärområdet 1942–1944, genomgick Krigshögskolan 1944–1946 och var lärare där 1954–1960. Cederschiöld blev kapten i generalstabskåren 1949, vid Södra skånska infanteriregementet (I 7) 1952 och major i generalstabskåren 1955. Han utnämndes till överstelöjtnant 1959, tjänstgjorde som sådan vid Södra skånska infanteriregementet från 1960 och blev överste 1963. Cederschiöld blev chef för Pansartruppskolan 1963, chef för Skaraborgs regemente (P 4) 1966 och pansarinspektör 1967. Han var därefter ordförande i Försvarsfrämjandet 1977–1980.
Cederschiöld var son till generalen Hugo Cederschiöld och friherrinnan Margareta Wrangel von Brehmer. Han gifte sig 1944 med Elisabeth Laurin (1923–2014), dotter till direktören Thorsten Laurin och Kerstin Husberg. Makarna vilar på Djursholms begravningsplats.

## Utmärkelser
- Riddare av Svärdsorden, 1955.[3]
- Kommendör av Svärdsorden, 6 juni 1967.[4]
- Kommendör av första klass av Svärdsorden, 6 juni 1970.[5]